# László Rajcsányi
László Rajcsányi (* 16. února 1907 – 5. září 1992, Budapešť, Maďarsko) byl maďarský sportovní šermíř, který se specializoval na šerm šavlí.
Maďarsko reprezentoval ve třicátých, čtyřicátých a padesátých letech. Na olympijských hrách startoval v roce 1936 v soutěži jednotlivců a družstev a v roce 1948 a 1952 v soutěži družstev. V soutěži jednotlivců obsadil na olympijských hrách 1936 čtvrté místo. V roce 1937 obsadil třetí místo na mistrovství světa v soutěži jednotlivců. S maďarským družstvem šavlistů vybojoval na olympijských hrách 1936, 1948 a 1952 tři zlaté olympijské medaile a s družstev šavlistů získal čtyři tituly mistra světa (1937, 1951, 1953).